# Barna tűzlepke
A barna tűzlepke (Lycaena tityrus) a boglárkalepke-félék családjába tartozó, Eurázsiában honos lepkefaj. 

## Megjelenése
A barna tűzlepke szárnyfesztávolsága 2,5–2,8 cm. A hím szárnyainak alapszíne sötétbarna, rajta fekete, élesen kirajzolódó pöttyökkel. Fonákja halványsárga, több-kevesebb szürke borítással, jól látható fekete pettyekkel, a széleken szalaggá összeolvadó, narancssárga foltsorral (ez néha elhalványodik vagy majdnem teljesen eltűnik). A nőstény elülső szárnyainak egy része narancssárga, a szegélyfoltsor rendszerint jól látszik, pettyei feketék. Szárnyainak fonákja sötétebb okkersárga, a szegélyfoltsor erőteljes.
A nőstény elülső szárnyai változó színűek, hol teljesen barnák, hol pedig az elülső szárnya majdnem narancssárgák, több-kevesebb barna behintéssel.
Petéje kerek, fehér, felszíne gödörkés. 
Hernyója halványzöld, finom fehér pontokkal, sűrű rövid szőrök fedik, háta olykor ibolyásan csillogó.

### Hasonló fajok
Hasonlíthat hozzá az aranyos tűzlepke, a havasi tűzlepke, a nagy tűzlepke, az ibolyás tűzlepke, a közönséges tűzlepke, vagy a kis tűzlepke.

## Elterjedése
Eurázsiában honos az Ibériai-félszigettől egészen a közép-ázsiai Altajig (a Brit-szigetek kivételével). Magyarországon gyakori, az egész országban előfordul síkvidékeken és középhegységekben egyaránt. 

## Életmódja
Magasfüves, dús növényzetű rétek, tisztások, árokpartok, nyiladékok lepkéje.     
Évente két generációja repül áprilistól augusztusig, és lehet egy részleges harmadik nemzedéke is szeptember-októberben. Röpte gyors, de hamar megül. A hímek territóriumot tartanak. Hernyója különféle lóromfajok (elsősorban mezei és juhsóska) leveleivel táplálkozik, közepes fejlettségi szakaszban telel át és a következő tavasszal bebábozódik.    
Magyarországon nem védett.

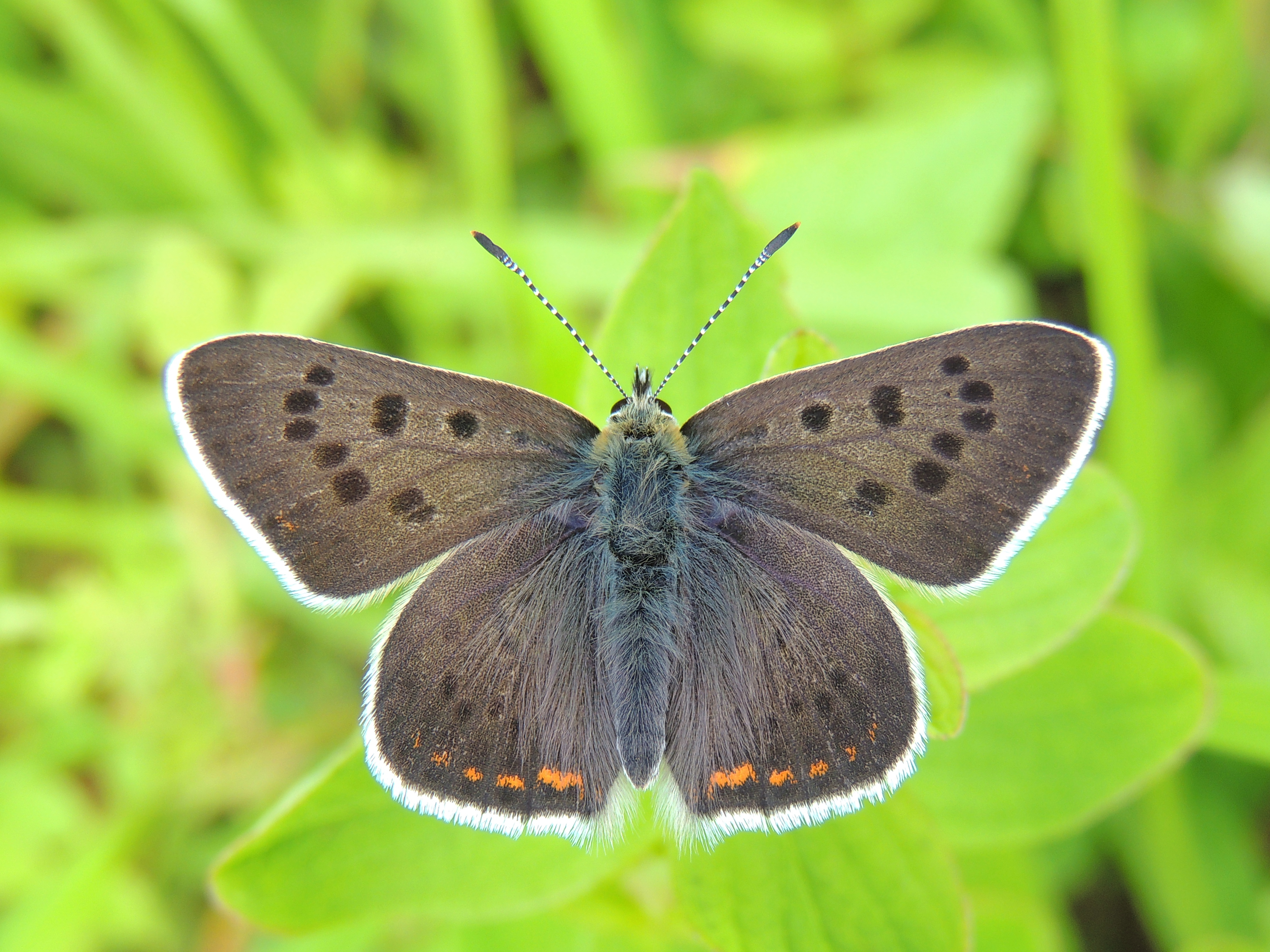
Hím
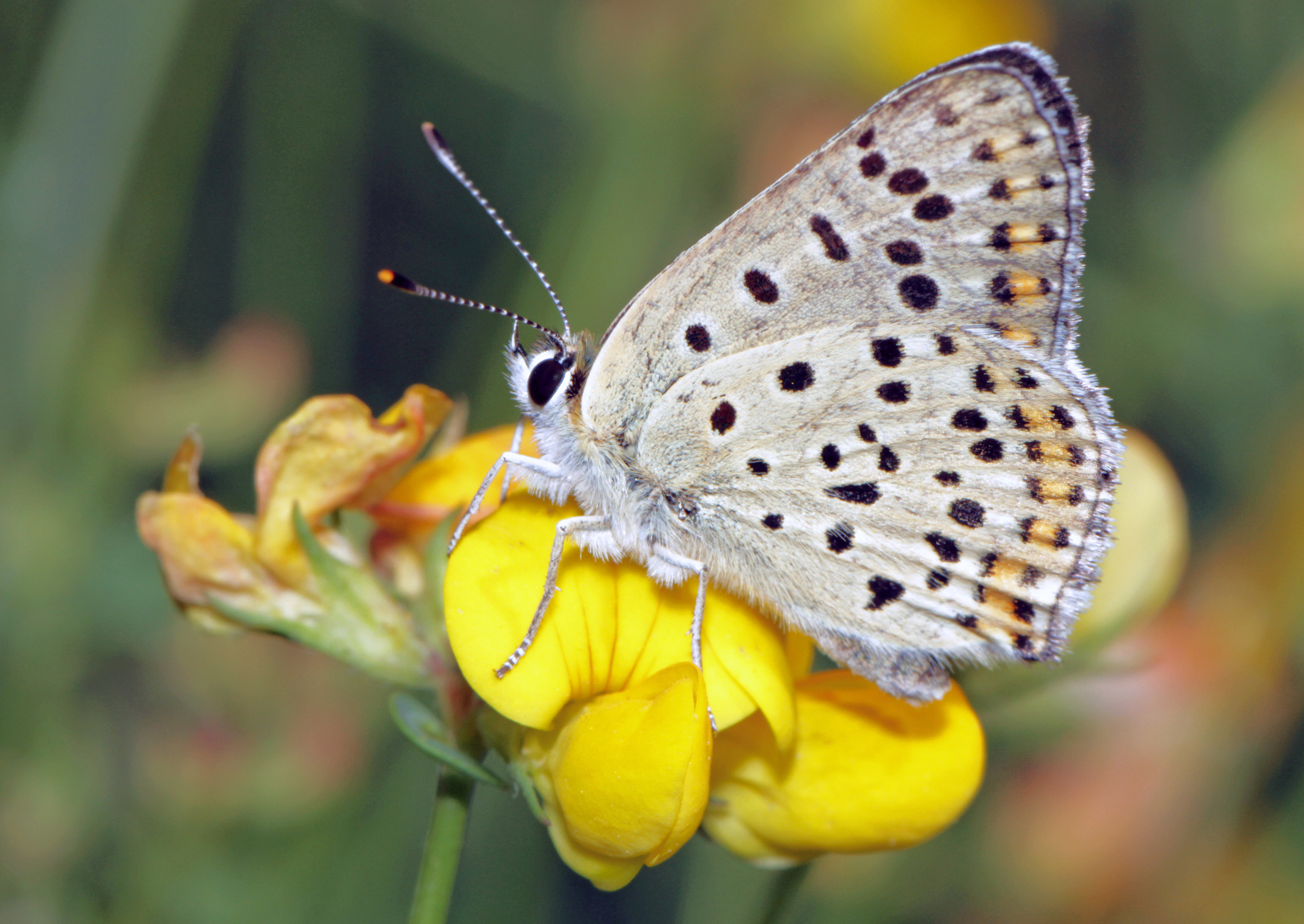
Hím fonákja
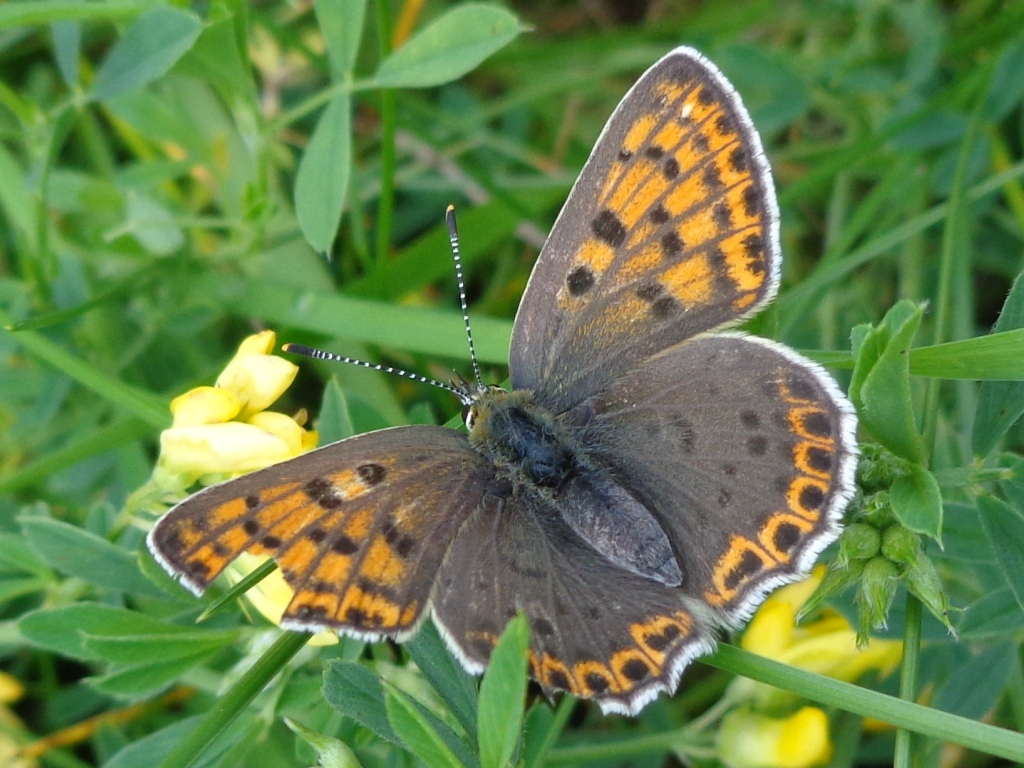
Nőstény
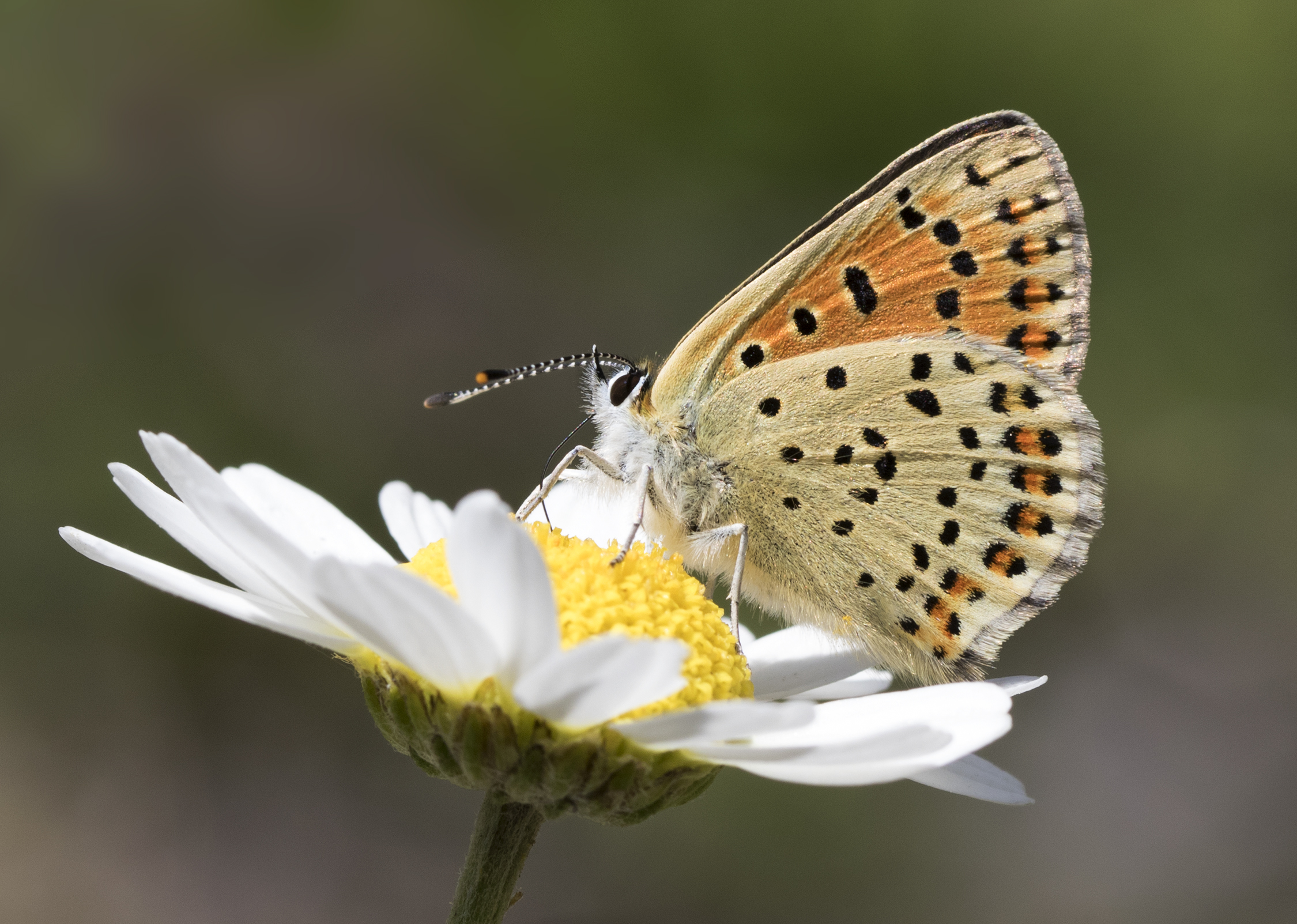
Nőstény fonákja
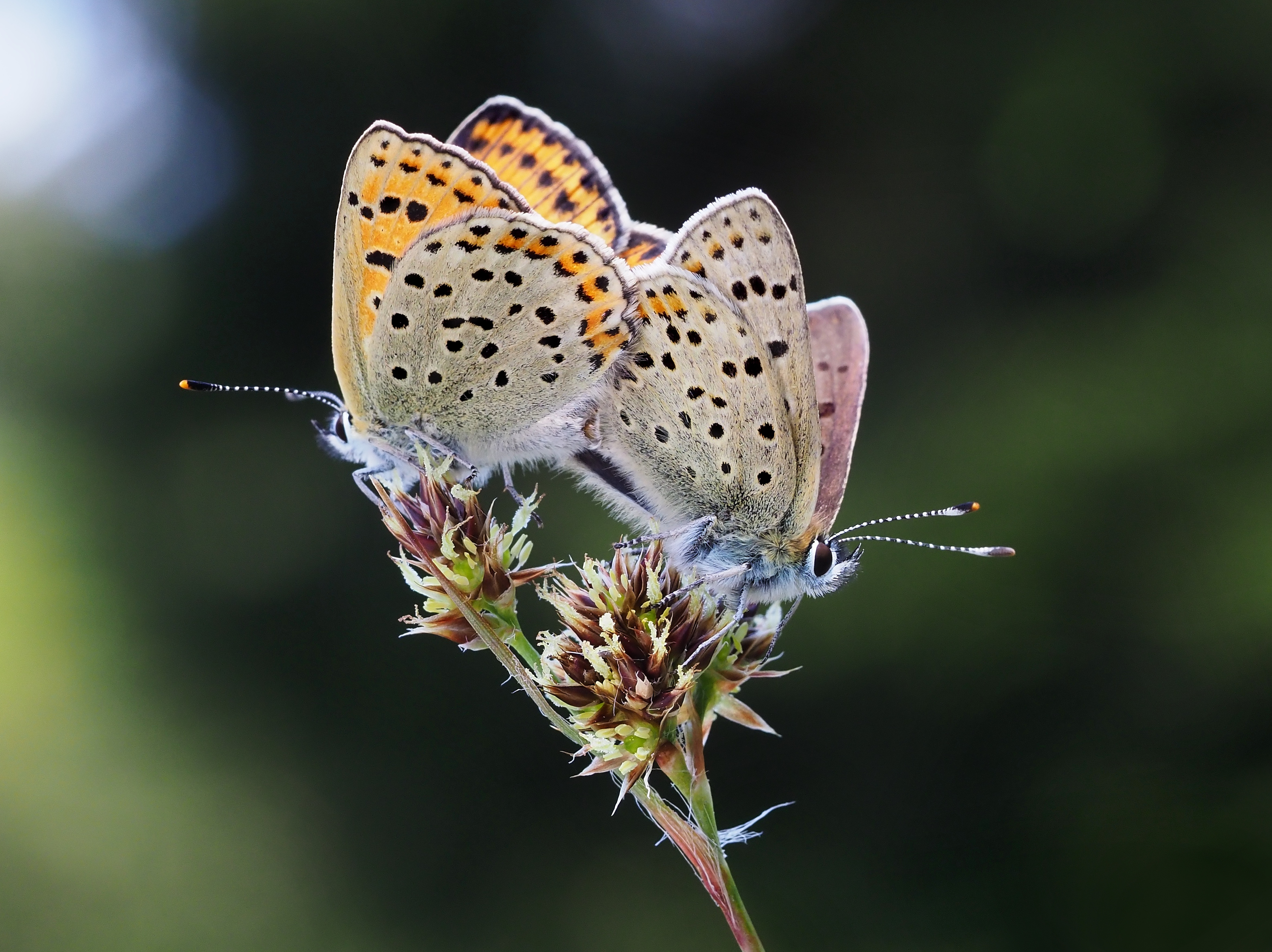